# Traslados de poblaciones germano-soviéticas
Los traslados de poblaciones germano-soviéticas fueron transferencias de población entre 1939 y 1941 de alemanes étnicos (Volksdeutsche) y eslavos orientales previstos en el Tratado Germano-Soviético de Amistad, Cooperación y Demarcación entre la Alemania nazi y la Unión Soviética.

## Concepción
Uno de los principales objetivos de Adolf Hitler durante su gobierno fue unir a todas las personas de habla alemana en un territorio. Había cientos de miles de alemanes étnicos que vivían fuera de las fronteras de Alemania, principalmente en Europa central y oriental, y la mayoría eran alemanes de Rusia. La mayoría de estos grupos de origen alemán habían vivido fuera de Alemania durante cientos de años, después de emigrar hacia el este entre los siglos XII y XVIII.
A pesar de esto, Hitler planeó trasladar a estas personas hacia el oeste a la Alemania nazi. Sin embargo, Hitler también creía que las fronteras y territorios de la Alemania nazi de 1937, es decir, antes del Anschluss (anexión) de Austria y los Sudetes, eran bastante inadecuados para acomodar este gran aumento de la población. En este momento, la propaganda de más Lebensraum o "espacio vital" aumentó considerablemente.

## Base legal
Con el mayor número de alemanes étnicos viviendo en Rusia, Hitler sabía que no podía reasentar a todas estas personas sin la plena cooperación de Iósif Stalin y la Unión Soviética. A fines de agosto de 1939 (una semana antes de la invasión de Polonia y el comienzo de la Segunda Guerra Mundial en Europa), Hitler envió a su ministro de Asuntos Exteriores, Joachim von Ribbentrop, a Moscú para concertar un pacto de no agresión con la Unión Soviética. Esto se conoció como el Pacto Mólotov-Ribbentrop. En realidad, el objetivo de Hitler era evitar que Alemania peleara en dos frentes cuando la Segunda Guerra Mundial estaba a punto de comenzar una semana después.
Los problemas reales acordados en el pacto fueron la división de los territorios de Europa Central y Oriental en las esferas de influencia alemana y soviética y la transferencia recíproca de los pueblos étnicos alemanes y eslavos a los países de los demás.
El plan de Hitler era invadir la parte occidental de Polonia (habiendo asignado la parte oriental a la Unión Soviética en el pacto) y luego obligar a todos los pueblos no alemanes (en su mayoría ciudadanos polacos) a abandonar sus hogares y usarlos para trabajos forzados o moverlos al área del Gobierno General. Una vez que estos territorios estuvieran libres de no alemanes, las transferencias de población podrían comenzar con los alemanes étnicos instalándose en las casas de los polacos expropiados.

## Transferencias de población 1939-1944
Las transferencias planificadas fueron anunciadas a los alemanes étnicos, y conocimiento general, solo en octubre de 1939.
Los nazis se propusieron alentar la salida de "alemanes fuera de Alemania", llamados por los nazis Volksdeutsche, de los Estados bálticos mediante el uso de propaganda. Esto incluyó el uso de tácticas de miedo sobre la Unión Soviética, y condujo a la partida de decenas de miles. Los que se fueron no fueron referidos como "refugiados", sino que fueron descritos como "respondiendo a la llamada del Führer". Para alentar el apoyo de este programa, películas de propaganda alemanas como El Terror Rojo y Friesennot describieron a los alemanes bálticos como profundamente perseguidos en sus tierras natales.
Las familias fueron transportadas en barco desde los estados bálticos y en tren desde otros territorios. El gobierno alemán arregló la transferencia de sus muebles y pertenencias personales. Se vendieron todos los bienes inmuebles, y el dinero fue recaudado por el gobierno alemán y no se devolvió a las familias. Este fue un acto intencional diseñado para destruir todos los vínculos con las áreas en las que estas personas habían estado viviendo. El valor de los bienes inmuebles que quedaban debía compensarse en efectivo y en la propiedad polaca en la Polonia ocupada.
Fueron mantenidos en campamentos para evaluación racial, para evitar la contaminación de la población alemana nativa. Allí se dividieron en grupos: A, Altreich, que se establecieron en Alemania y no permitieron ni granjas ni negocios (para permitir una vigilancia más cercana), S, Sonderfall, que fue utilizado como trabajo forzado, y O, Ost-Fälle, la mejor clasificación, que se establecería en el Muro Oriental, las regiones ocupadas para proteger del Este a Alemania, y permitiría la independencia. Este último grupo, después de pasar algún tiempo en campos de refugiados en Alemania, finalmente se reasentó en áreas polacas anexionadas por la Alemania nazi y en el condado de Zamość, según el Generalplan Ost. Las órdenes de deportación requerían que se eliminaran suficientes polacos para abastecer a cada colono; por ejemplo, si se enviaban veinte "maestros panaderos" alemanes, veinte panaderías polacas tenían que retirar a sus dueños. A los colonos se les daba a menudo hogares polacos donde las familias habían sido desalojadas tan rápidamente que las comidas a medio comer estaban en las mesas y los niños pequeños claramente habían sido sacados de las camas sin hacer. A los miembros de la Juventudes Hitlerianas y la Liga de Muchachas Alemanas se les asignó la tarea de supervisar tales desalojos para garantizar que los polacos dejaran la mayoría de sus pertenencias para el uso de los colonos. Una vez que se establecieron, se inició el proceso de germanización.
Los alemanes étnicos fueron evacuados de los territorios ocupados por la Unión Soviética en 1940, especialmente Besarabia y los estados bálticos de Estonia y Letonia, que tradicionalmente tenían grandes minorías étnicas alemanas. Sin embargo, la mayoría de los alemanes bálticos ya habían sido reasentados a fines de 1939, antes de la ocupación de Estonia y Letonia por la Unión Soviética en junio de 1940. En la mayoría de los casos, se les dio granjas tomadas de 110.000 polacos que fueron expulsados del área.
Alemanes étnicos reasentados por la Alemania nazi 1939-1944
| Alemanes étnicos reasentados de                        | Reasentados en                                       | Reasentados en             | Reasentados en        | Reasentados en | Reasentados en | Reasentados en |           |
|                                                        | Territorios polacos anexionados por la Alemania nazi | Gobierno General / Polonia | Región de Óder-Neisse | Danzig         | Austria        | Checoslovaquia | Total     |
| ------------------------------------------------------ | ---------------------------------------------------- | -------------------------- | --------------------- | -------------- | -------------- | -------------- | --------- |
| Territorios polacos anexionados por la Unión Soviética | 56.000                                               | 17.000                     | 46.000                | -              | 5.000          | -              | 124.000   |
| Chełm y Narew en Polonia                               | 29.000                                               | 11.000                     | 2.000                 | -              | -              | -              | 42.000    |
| Estados Bálticos                                       | 87.000                                               | -                          | 40.000                | -              | -              | -              | 127.000   |
| Unión Soviética                                        | 265.000                                              | 35.000                     | 70.000                | -              | -              | -              | 370.000   |
| Rumanía                                                | 128.000                                              | 12.000                     | 52.000                | -              | 20.000         | -              | 212.000   |
| Yugoslavia                                             | 10.000                                               | -                          | 10.000                | -              | 15.000         | -              | 35.000    |
| Reichsdeutsche del oeste de la Línea Óder-Neisse       | -                                                    | 290.000                    | 225.000               | 15.000         | -              | 30.000         | 560.000   |
| Reichsdeutsche del este de la Línea Óder-Neisse        | -                                                    | 380.000                    | -                     | -              | -              | 30.000         | 410.000   |
| Total                                                  | 575.000                                              | 745.000                    | 445.000               | 15.000         | 40.000         | 60.000         | 1.880.000 |

Fuente: Dr. Gerhard Reichling, Die deutschen Vertriebenen in Zahlen, Teil 1, Bonn 1995, Pages 23–27
Las cifras de Reichling no incluyen partes de los más de 200.000 alemanes étnicos de Yugoslavia que huyeron en el otoño de 1944 y que fueron dirigidos al Gobierno General. No se sabe cuántos llegaron allí realmente.